# Randal Corsen
Randal Corsen (Curaçao, 13 augustus 1972) is een Curaçaos-Nederlandse pianist en componist, die zowel in jazz als klassiek actief is. In 2018 kreeg hij de prestigieuze Cola Debrotprijs. Hij is een achterachterkleinzoon van de Curaçaose dichter en componist Joseph Sickman Corsen (1853-1911).
Corsen vertrok in 1990 naar Nederland om piano te studeren aan het Brabants Conservatorium. Hij studeerde er in 1995 cum laude af. Hij werd daarna actief als bandlid van de Latin-Jazzband Bye-Ya en als sideman van Izaline Calister. In 2003 bracht hij zijn debuutalbum Evolushon uit, een jazzalbum met duidelijke invloeden van Antilliaanse en andere Caraïbische muziek. Het leverde hem een Edison Music Award op. In 2005 volgde een klassiek album Corsen plays Corsen, in 2006 Europees uitgebracht, waarin composities van Joseph Sickman Corsen worden gespeeld. Een nieuw groot project werd Symbiosis (2013), een jazzalbum waarop naast Antilliaanse invloeden ook klassieke elementen en polyritmiek zijn te vinden.
Daarnaast schreef Randal Corsen op initiatief van mezzosopraan Tania Kross een opera Katibu di Shon (slaaf van de meester) met een libretto van Carel de Haseth.
Corsen is docent aan de conservatoria van Amsterdam en Utrecht.

## Discografie
- Evolushon (2003, A-Records)
- Corsen plays Corsen (2005, eigen beheer - Europese editie 2006, Fineline Classical)
- Armonia (2007, AJA Records)
- Randal Corsen & Friends - Dulsura di Korsou (2008, AJA Records)
- Symbiosis (2013, Challenge Records)
- Dibo D. & Randal Corsen - Muzik Sin Barera (2022, Zennez Records)
- Randal Corsen Big Band - Live in Curaçao (2022, Zennez Records)

- International Standard Name Identifier: 0000 0001 2365 6190
- Library of Congress Control Number: no2011101253
- MusicBrainz: e2ecd84a-c4e0-457c-bff9-8c33d1662bf5
- Virtual International Authority File: 173575972
- WorldCat: E39PBJycRr9fFQBtyCgpmCtFrq